# Mark Edward Brennan

Wappen von Mark Edward Brennan (Wheeling-Charleston)

Wappen von Mark Edward Brennan als Weihbischof

Mark Edward Brennan (* 6. Februar 1947 in Boston) ist ein US-amerikanischer Geistlicher und römisch-katholischer Bischof von Wheeling-Charleston.

## Leben
Mark Edward Brennan erwarb zunächst einen Bachelor an der Brown University und trat 1969 in das Priesterseminar in Albany ein. Ab 1970 studierte er an der Päpstlichen Universität Gregoriana in Rom und empfing am 15. Mai 1976 die Priesterweihe für das Erzbistum Washington.
Neben verschiedenen Aufgaben in der Pfarrseelsorge und einem Vertiefungsstudium in der Dominikanischen Republik in den Jahren 1985 und 1986 war er ab 1988 für zehn Jahre Verantwortlicher für die Priesterberufungen im Erzbistum Washington. Er gehörte dem Priesterrat und dem Konsultorenkollegium des Erzbistums an. Im Jahr 2005 erhielt er den Ehrentitel eines Päpstlichen Ehrenkaplans. Seit 2003 bis zu seiner Ernennung zum Bischof war er Pfarrer in Gaithersburg.
Papst Franziskus ernannte ihn am 5. Dezember 2016 zum Weihbischof in Baltimore und Titularbischof von Rusibisir. Der Erzbischof von Baltimore, William Edward Lori, spendete ihm und dem gleichzeitig ernannten Adam John Parker am 19. Januar des folgenden Jahres die Bischofsweihe. Mitkonsekratoren waren der Alterzbischof von Baltimore und Kurienkardinal Edwin Frederick O’Brien sowie der Erzbischof von Washington, Donald Kardinal Wuerl.
Am 23. Juli 2019 wurde Brennan zum Bischof von Wheeling-Charleston ernannt. Die Amtseinführung erfolgte am 22. August desselben Jahres.